# Ramazán Abacharáyev
Ramazán Arslánovich Abacharáyev –en ruso, Рамазан Арсланович Абачараев– (9 de abril de 1988) es un deportista ruso que compite en lucha grecorromana. Ganó una medalla de oro en el Campeonato Mundial de Lucha de 2016, en la categoría de 80 kg.

## Palmarés internacional
| Campeonato Mundial | Campeonato Mundial | Campeonato Mundial | Campeonato Mundial |
| Año                | Lugar              | Medalla            | Categoría          |
| ------------------ | ------------------ | ------------------ | ------------------ |
| 2016               | Budapest (Hungría) | Medalla de oro     | 80 kg              |